# 网络独立宣言

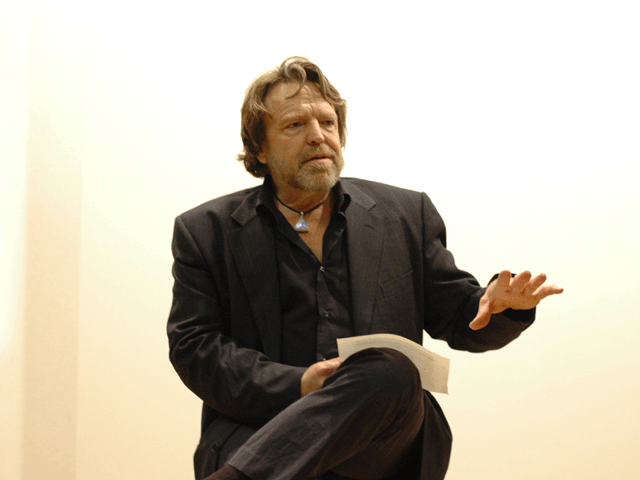
巴洛在他的《网络独立宣言》十周年纪念日上发言

《网路独立宣言》（英語：A Declaration of the Independence of Cyberspace）是发表在早期互联网上的一篇文章，主要讨论了政府在快速发展的互联网时代对互联网的管控问题。受开创性的互联网项目“网路空间24小时”的委托，这份宣言由电子前哨基金会的创始人约翰·佩里·巴洛撰写，并于1996年2月8日发表到網路上。它主要是为了回应1996年在美国通过的1996年美国电信法。2014年，记录部录制并发布了巴洛阅读宣言的音訊和影片。

## 内容
|                                    | 工业世界的政府们，你们这些令人生厌的铁血巨人们，我来自网络世界——一个崭新的心灵家园。作为未来的代言人，我代表未来，要求过去的你们别管我们。在我们这里，你们并不受欢迎。在我们聚集的地方，你们没有主权。 |
| ——约翰·佩里·巴洛，《网络独立宣言》 | |

 此宣言强调，政府无法也不能统治互联网，政府对于网络空间没有主权。该宣言对互联网的外部力量如政府（特别是美国政府）进行了反驳。它指出，美国没有得到被监管者的同意，将法律适用于互联网，但互联网不属于任何的国家。相反，互联网正在制定自己的社会契约，以确定如何根据黄金法则处理其问题。该文件不仅提到了“电信法”，它还指责中国、德国、法国、俄罗斯、新加坡和意大利扼杀了互联网。

## 背景
在撰写宣言之前，巴洛已经多次就互联网及其社会与法律的现象撰写了许多文章，1994年3月在《连线》杂志上发表了他著名的作品《经济学思想》。

## 评价
巴洛的宣言迅速成名，并在互联网上广泛传播。在发表后的三个月内，约有5,000个网站转载了此宣言。在发表后九个月，约有40,000个转载。为了接近巴洛的自治互联网的愿景，由芝加哥肯特法学院主办的网络空间法研究所设立了一名虚拟法官。相关机构和其他法律团体将任命法官解决网上纠纷。该声明因内部不一致而受到批评。此宣言中称“‘网络空间’是一个从物理世界中移除的地方”的说法也受到了挑战，事实上互联网始终与其依赖的现实事物相关联。 
在互联网之外，对此宣言回应显得不那么积极。美国商务部助理部长拉里·欧文（Larry Irving）表示，缺乏保障措施将“减缓对消费者和企业产生重大利益的可能的增长”。在杂志《热线》中，一位专栏作家称他的文章只是“胡言乱语（hogwash）”。
在2002年，转载此宣言的网站数量大约已降至20,000个。2004年，巴洛反思了他20世纪90年代所做出的工作，特别是他当时所持有的乐观主义态度。他说：“我们都变老了，变得更明智了”。
随着互联网的发展，他的宣言受到了越来越多的人的质疑。在2016年，即网络空间独立宣言发表20周年的时候，巴洛仍坚持认为“网络空间是一种独立于物理世界的东西，与身心完全相同”（英語：Cyberspace is something that happens independently of the physical world in exactly the same way as the mind and body,）。